# Josefa Ruiz Blasco
Josefa Ruiz Blasco (Málaga, España, 1825-1901) era tía de Pablo Picasso y la mayor de los once hermanos Ruiz Blasco. Vivió con sus dos hermanos Matilde y José (padre de Picasso) en la Plaza de la Merced de Málaga hasta que éste se casó y entonces ella se fue a vivir con su hermano pequeño Salvador.

## Biografía
Josefa Ruiz era una mujer soltera, conocida por su fuerte genio, mal humor y extremada religiosidad y tenía una pierna paralizada. En casa de su hermano Salvador vivía en un ala apartada de la casa y su habitación estaba repleta de santos, reliquias religiosas y recuerdos de su difunto hermano Pablo Ruiz Blasco. Picasso recibe Pablo como nombre de pila en recuerdo de su tío que murió dos años antes de que él naciera.
La muerte de Josefa coincidió con los días de la última visita de Picasso a Málaga, en 1901.

## La tía Pepa en la obra de Picasso
Pablo Picasso hizo algunas estancias veraniegas en Málaga con su familia y durante el verano de 1896, cuando tenía 15 años, realizó por encargo de su tío Salvador un retrato al óleo de Josefa Ruiz, considerado uno de los hitos retratísticos del joven Picasso. En el Retrato de la tía Pepa el artista juega con la luz del rostro y el tratamiento cromático consiguiendo profundizar en el perfil psicológico de su tía. En 1895, el artista ya había retratado a su tía, con la realización de Retrato de la tía Pepa sentada en una butaca, un dibujo a lápiz sobre papel, en el que retrata a su tía entera, y no solo a medio cuerpo como en el óleo del año siguiente.